# Ithomia pepita
Ithomia pepita är en fjärilsart som beskrevs av Charles Oberthür 1878. Ithomia pepita ingår i släktet Ithomia och familjen praktfjärilar. Inga underarter finns listade i Catalogue of Life.